# Carinaulus armandidavidi
Carinaulus armandidavidi är en skalbaggsart som beskrevs av Cervenka 2000. Carinaulus armandidavidi ingår i släktet Carinaulus och familjen Aphodiidae. Inga underarter finns listade.